# Born to Reign
Born to Reign è il terzo album in studio del rapper statunitense Will Smith, pubblicato il 25 giugno 2002.

## Tracce
1. Born to Reign – 1:53
2. Act Like You Know – 4:02
3. I Can't Stop – 4:58
4. Jaden's Interlude – 0:55
5. 1000 Kisses (feat. Jada) – 4:17
6. Willow is a Player – 3:48
7. Black Suits Comin' (Nod Ya Head) (Introducing Tra-Knox) – 4:19
8. How Da Beat Goes – 4:14
9. Block Party – 4:13
10. Give Me Tonight – 3:41
11. I Gotta Go Home (feat. Vashawn) – 4:32
12. Maybe – 4:07
13. Nod Ya Head-The Remix (feat. Christina Vidal & Tra-Knox) – 3:43
14. Momma Knows – 3:57